# Подвал (фильм)
«Подвал» — драматический фильм 2018 года режиссёра Игоря Волошина.
Международная премьера фильма состоялась на международном кинофестивале в Пусане (Южная Корея) в секции «Мировое кино». Премьера в Словакии состоялась 27 сентября 2018 года, в России — 1 ноября, в Чехии — 15 ноября.

## Сюжет
Тана и Милан Лабатовы — семейная пара, которая испытывает глубокий кризис. Они постоянно ссорятся, а их 16-летняя дочь уходит на вечеринку и пропадает без вести. В процессе поисков дочери супруги открываются друг другу с новой стороны.

## В ролях
| Актёр             | Роль      | Русский дубляж |
| ----------------- | --------- | -------------- |
| Жан-Марк Барр     | Милан     |                |
| Ольга Симонова    | Тана      |                |
| Джон Робинсон     | Марек     |                |
| Симонетта Гладка  |           |                |
| Ян Мистрик        |           |                |
| Сюзанна Вейводова | Здена     |                |
| Роман Скамене     | Кижек     |                |
| Далибор Штофан    | Лукаш     |                |
| Милан Ондрик      | лейтенант |                |

Роли дублировали: Хаски, Артур Смольянинов, Стася Милославская, Игорь Яцко

## Отзывы
Фильм получил преимущественно негативные отзывы кинокритиков.